# 施泰因福特
施泰因福特（德语、法语：Steinfort）是卢森堡西部的一个市镇，属于卡佩伦县。

## 交通

### 公路
施泰因福特位于N6公路上的比卢边界，该路线是连接卢森堡城和阿尔隆的原始道路。 

### 铁路
施泰因福特由亨利亲王铁路提供服务，该铁路从佩唐日到该国北部的埃特尔布吕克。尽管该铁路线于1967年关闭，但铁路从未被移除，现在仍然可以在施泰因福特看到旧的铁路基础设施，该铁路在这里穿过N6公路的一个平交道口。 
最近的火车站： 
- 小贝廷根火车站

## 知名人士
- 让·阿塞尔博恩（Jean Asselborn，1949年4月27日 - ），卢森堡政治家